# غراند داراي
غراند داراي (بالإنجليزية: Grand Darray)‏ هو أحد جبال سلسلة كتلة مونت بلاك وجزء من القمة الأم يقع في كانتون فاليز، سويسرا. يبلغ ارتفاع الجبل حوالي 3514 متر، بينما يبلغ ارتفاع نتوء الجبل 124 متر.